# 趙時熙
趙時熙（1835年—1903年），字春台，号霭臣，河南开封府郾城县人，清朝政治人物、同進士出身。
同治三年（1864年），河南鄉試中舉；同治四年（1865年），會試入貢；同治七年（1868年），殿試登進士三甲第三十名，歷任廣西道、甘肅道監察御史。外放廣西桂林府知府，任內绘制的《广西中越全界之图》。